# Siniša Ubiparipović
Siniša Ubiparipović (en cyrillique : Синиша Убипариповић) est un footballeur bosnien, né le 25 août 1983 à Zenica en RFS de Yougoslavie (actuelle Bosnie-Herzégovine). Il joue au poste de milieu offensif et évolue durant toute sa carrière professionnelle en Amérique du Nord.

## Biographie
De 2007 à 2011, il s'aligne avec le club américain des Red Bulls de New York. Le 2 août 2011, il signe avec l'Impact de Montréal après un essai infructueux de plusieurs semaines à l'Étoile Rouge de Belgrade.
Le 17 juillet 2013, il est prêté en même temps que son coéquipier Calum Mallace au Minnesota United FC en NASL.
À l'issue de la saison 2013, son contrat à Montréal n'est pas reconduit. Il est finalement recruté par le Fury d'Ottawa pour sa première saison en NASL le 6 février 2014.

## Palmarès
- Impact de Montréal
  - Vainqueur du Championnat canadien en 2013

## Carrière
| Saison                | Club                  | Championnat           | Championnat | Championnat | Coupe(s) nationale(s) | Coupe(s) nationale(s) | Séries | Séries | CONCACAF | CONCACAF | Total | Total |
| Saison                | Club                  | Division              | M.          | B.          | M.                    | B.                    | M.     | B.     | M.       | B.       | M.    | B.    |
| 2007                  | New York Red Bulls    | MLS                   | 11          | 0           | 1                     | 0                     | 2      | 0      | -        | -        | 14    | 0     |
| 2008                  | New York Red Bulls    | MLS                   | 16          | 1           | 1                     | 0                     | 4      | 0      | -        | -        | 21    | 1     |
| 2009                  | New York Red Bulls    | MLS                   | 22          | 0           | 2                     | 0                     | -      | -      | 2        | 0        | 26    | 0     |
| 2010                  | New York Red Bulls    | MLS                   | 18          | 1           | 3                     | 1                     | -      | -      | -        | -        | 21    | 2     |
| 2011                  | Impact de Montréal    | NASL                  | 10          | 3           | -                     | -                     | -      | -      | -        | -        | 10    | 3     |
| 2012                  | Impact de Montréal    | MLS                   | 12          | 2           | 2                     | 0                     | -      | -      | -        | -        | 14    | 2     |
| 2013                  | Impact de Montréal    | MLS                   | 0           | 0           | 1                     | 0                     | -      | -      | -        | -        | 1     | 0     |
| 2013                  | Minnesota United      | NASL                  | 7           | 0           | -                     | -                     | -      | -      | -        | -        | 7     | 0     |
| 2014                  | Fury d'Ottawa         | NASL                  | 24          | 4           | 1                     | 0                     | -      | -      | -        | -        | 25    | 4     |
| 2015                  | Fury d'Ottawa         | NASL                  | 24          | 5           | 2                     | 0                     | 2      | 0      | -        | -        | 28    | 5     |
| 2016                  | Indy Eleven           | NASL                  | 14          | 0           | 1                     | 0                     | 2      | 1      | -        | -        | 17    | 1     |
| 2017                  | Indy Eleven           | NASL                  | 20          | 0           | 0                     | 0                     | -      | -      | -        | -        | 20    | 0     |
| Total sur la carrière | Total sur la carrière | Total sur la carrière | 179         | 16          | 13                    | 1                     | 10     | 1      | 2        | 0        | 204   | 18    |